# Ecosistema aquàtic

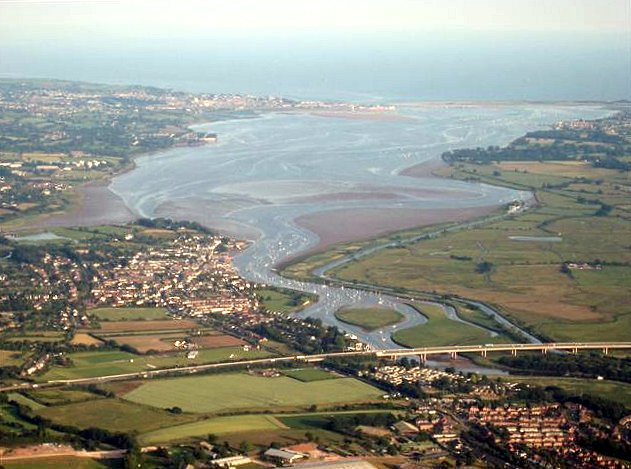
Ecosistema aquàtic marí: un estuari.

Un ecosistema aquàtic és un ecosistema dins o al voltant d'una massa d'aigua. Hi viuen comunitats d'organismes que són dependents els uns dels altres i del seu entorn. Els tipus principals d'ecosistemes aquàtics són els ecosistemes marins, els ecosistemes de transició a l'aigua salabrosa i els ecosistemes d'aigua dolça (rius, llacs, estanys, maresmes i aiguamolls).
A la Unió Europea, la Directiva marc de l'aigua (2000) regula la protecció, la restauració i la gestió dels ecosistemes aquàtics.

## Mars
Els ecosistemes marins són molt importants per a la salut general dels entorns tant marins com terrestres, els hàbitats costaners representen aproximadament un terç de tota la productivitat biològica i els ecosistemes marins i estuaris es troben entre les regions més productives del planeta. Altres ecosistemes marins com els esculls de coral, proporcionen aliment i refugi als més alts nivells de diversitat marina al món.

## Rius
Genèricament, la quantitat, variacions i regularitat de les aigües d'un riu són de gran importància per a les plantes, animals i persones que viuen al llarg del seu curs. Els rius i les seves planes d'inundació sostenen diversos ecosistemes, no sols per la capacitat de l'aigua dolça per a permetre la vida, sinó també per les nombroses plantes i insectes que manté i que formen la base de les cadenes tròfiques.
En el llit dels rius, els peixos s'alimenten de plantes i els insectes són menjats per les aus, amfibis, rèptils i mamífers. Els ecosistemes dels rius poden considerar-se entre els més importants de la natura i la seva existència depèn totalment del règim que tinguin.
Sobre l'aigua dolça, la dels rius, cal tenir en compte que presenta una enorme varietat de composició. Com que aquesta composició química depèn, en primer lloc, del fet que l'aigua pugui dissoldre en el sòl sobre el qual corre, o en els llocs a on es dirigeix, és el sòl el que determina la composició química de l'aigua. Si el sòl és pobre en sals i minerals solubles, també l'aigua serà pobre en sals i minerals. I, a l'inrevés, si el sòl és ric en matèries químiques solubles, gran part de la seva riquesa la cedirà a l'aigua, amb la qual cosa aquesta contindrà moltes més sals minerals.

## Adaptacions de la flora i fauna
Les principals adaptacions dels animals i vegetals es troben directament relacionades amb les característiques físiques de l'aigua.
- Adaptacions a la pressió hidroestàtica: ja que en l'aigua la pressió varia molt amb la profunditat, i ja que l'aire es comprimeix o s'expandeix segons la pressió, els peixos que viuen a grans profunditats o que pugen i baixen amb freqüència, van eliminant les cavitats internes que contenien aire.
- Adaptacions a la necessitat d'estar pròxims a la superfície: tots els vegetals, per poder rebre la llum i els peixos relacionats amb aquests, desenvolupen bufetes plenes d'aire o inclusions de greix (el greix sura en l'aigua).
- Adaptacions per vèncer la resistència de l'aigua: els peixos desenvolupen una forma hidrodinàmica apropiada, generalment en forma de fus.